# Giff Roux
Gifford H. "Giff" Roux (Bonne Terre, Misuri, 28 de junio de 1923-Alton, Illinois, 19 de agosto de 2011) fue un jugador de baloncesto estadounidense que disputó tres temporadas en la BAA. Con 1,96 metros de estatura, jugaba en la posición de ala-pívot.

## Trayectoria deportiva

### Universidad
Jugó durante su etapa universitaria con los Jayhawks de la Universidad de Kansas, convirtiéndose en el primer jugador de dicha institución en llegar a jugar en la BAA o la NBA.

### Profesional
En 1946 fichó por los St. Louis Bombers de la recién creada BAA, con los que, en su primera temporada promedió 5,9 puntos por partido. Jugó una temporada y media más con los Bombers, hasta que en enero de 1949 fue traspasado a los Providence Steamrollers, donde acabó la temporada promediando 1,9 puntos por partido.

#### Estadísticas en la BAA

##### Temporada regular
| Temporada | Edad | Equipo                  | Liga | P   | TIT | MIN | TC  | TCA | %TC  | 3P | 3PA | %3P | TL  | TLA | %TL  | R.OF. | R.DEF. | REB | ASIS | ROB | TAP | PER | FP  | PTS |
| 1946-47   | 23   | St. Louis Bombers       | BAA  | 60  |     |     | 2.4 | 8.0 | .297 |    |     |     | 1.2 | 2.7 | .438 |       |        |     | 0.3  |     |     |     | 1.6 | 5.9 |
| 1947-48   | 24   | St. Louis Bombers       | BAA  | 46  |     |     | 1.5 | 5.6 | .264 |    |     |     | 0.9 | 1.5 | .588 |       |        |     | 0.3  |     |     |     | 1.3 | 3.8 |
| 1948-49   | 25   | TOTAL                   | BAA  | 45  |     |     | 0.6 | 2.6 | .246 |    |     |     | 0.6 | 1.0 | .659 |       |        |     | 0.4  |     |     |     | 0.7 | 1.9 |
| 1948-49   | 25   | St. Louis Bombers       | BAA  | 19  |     |     | 0.6 | 2.3 | .250 |    |     |     | 0.8 | 0.9 | .882 |       |        |     | 0.6  |     |     |     | 0.6 | 1.9 |
| 1948-49   | 25   | Providence Steamrollers | BAA  | 26  |     |     | 0.7 | 2.8 | .243 |    |     |     | 0.5 | 1.0 | .519 |       |        |     | 0.3  |     |     |     | 0.7 | 1.9 |
| Total     |      |                         | BAA  | 151 |     |     | 1.6 | 5.7 | .280 |    |     |     | 0.9 | 1.8 | .511 |       |        |     | 0.3  |     |     |     | 1.2 | 4.1 |

| Temporada | Edad | Equipo            | Liga | P | TIT | MIN | TC  | TCA | %TC  | 3P | 3PA | %3P | TL  | TLA | %TL  | R.OF. | R.DEF. | REB | ASIS | ROB | TAP | PER | FP  | PTS |
| 1946-47   | 23   | St. Louis Bombers | BAA  | 3 |     |     | 3.7 | 9.7 | .379 |    |     |     | 0.0 | 0.7 | .000 |       |        |     | 0.0  |     |     |     | 2.0 | 7.3 |
| 1947-48   | 24   | St. Louis Bombers | BAA  | 5 |     |     | 0.4 | 4.8 | .083 |    |     |     | 0.6 | 1.4 | .429 |       |        |     | 0.0  |     |     |     | 0.6 | 1.4 |
| Total     |      |                   | BAA  | 8 |     |     | 1.6 | 6.6 | .245 |    |     |     | 0.4 | 1.1 | .333 |       |        |     | 0.0  |     |     |     | 1.1 | 3.6 |